# تقطير بالتجزئة

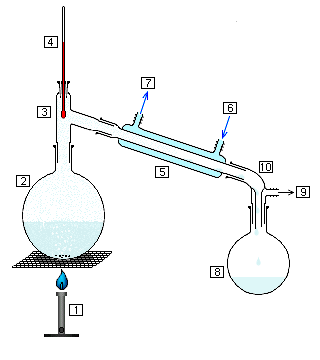

التقطير بالتجزئة أو التقطير المجزأ أو التجزيئي هو عملية فصل محلول مخلوط إلى مكوناته (أجزائه) الأصلية باستخدام التجزئة، مثل فصل المركبات الكيميائية عند درجة غليانها عن طريق تسخينها إلى درجة حرارة تتبخر عندها المكونات.

## الأسلوب
يستخدم التقطير بالتجزئة لفصل أجزاء مخلوط مكون من عدة مكونات سائلة تختلف درجة غليانها. تجري العملية بتسخين المخلوط واستقبال الجزء المقطّر عند أقل درجة حرارة في قارورة. ثم تُستبدل القارورة بقارورة فارغة. ويكون اختيار وقت تغيير القارورة عندما تبدأ درجة حرارة المخلوط في الارتفاع ثانيا. قتتلقى القارورة الثانية المادة التالية التي تتميز بدرجة غليان أعلى قليلا عن درجة غليان المركب الذي سبقه في التقطير، وهكذا تستمر العملية مع استبدال القوارير لاستقبال مواد مختلفة لكل منها درجة غليان مختلفة عن الآخرين .
وغالبا ينفصل سائل مقطر ويكون عبارة عن مخلوط من السائل ذو درجة غليان منخفضة والسائل ذو درجة غليان التي تليها. فإذا كان الفرق في درجة غليان السوائل قليلا، فيجب توصيل عدة أجهزة للتقطير متتابعة، تعمل على فصل السوائل التي لا تزال متداخلة مع بعضها، وهذا هو أسلوب التقطير المجزأ.
ملحوظة
يعني التقطير المجزأ تلقي متتابع للمركبات المكونة لمخلوط.

## التطبيقات

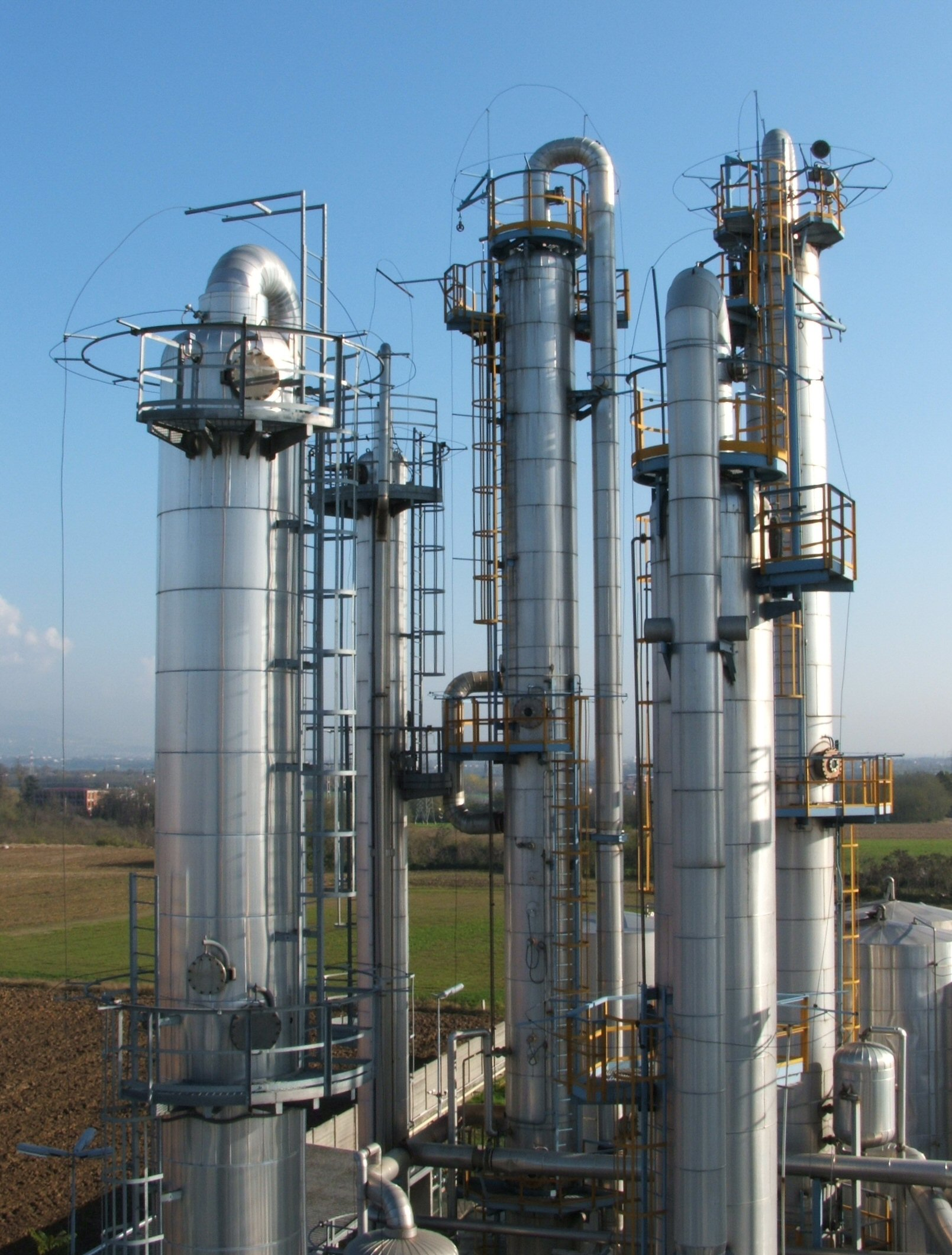
أبراج التقطير المجزأ في الصناعة.

من أهم طرق فصل المواد المستخدمة صناعيا يستخدم التقطير الجزئي في فصل مكونات النفط، والكيماويات البترولية، وكذلك في معامل فصل مكونات الغاز الطبيعي.
غالبا ما تجرى عملية التقطير والفصل عند درجة حرارة ثابتة. ويجري تموين أعمدة التقطير باستمرار مع استخلاص المنتجات أيضا باستمرار. وتسير العملية هادئة ومتوازنة باستمرار إلا إذا اضطربت العملية بسبب فقد التموين أو تغير الحرارة أو التكثيف، فعادة يكون معدل استخراج المنتجات معادلا لمعدل التموين. وتعرف تلك الطريقة بطريقة التقطير الجزئي المستمر المستقر continuous, steady-state fractional distillation.

## اقرأ أيضاً
- تقطير
- تقطير النفط
- تقطير إتلافي
- تقطير جاف
- فصل الهواء
- تبلور تجزيئي (كيمياء)